# 松尾佑一
松尾 佑一（まつお ゆういち、1979年 - ）は、日本の小説家。

## 経歴・人物
大阪府豊中市出身。大阪大学大学院工学研究科博士後期課程修了。博士（工学）。大阪大学大学院博士課程在学中の2007年に『ロストワルツ』で第7回ボイルドエッグズ新人賞の最終候補として残る。2008年には『かっぱ塾へ行こう！』で第4回野性時代青春文学大賞の最終候補として残り、『野性時代』2008年3月号にて掲載されるも受賞ならず。大学院博士課程修了後の2009年に『鳩とクラウジウスの原理』で第1回野性時代フロンティア文学賞の大賞に受賞。2010年4月に当受賞作が角川書店より単行本として刊行された。受賞後の作品として短編小説が小説すばるに掲載され、書き下ろし長編『昼寝の神様』が角川書店より2011年7月刊行された。

## 作品リスト

### 単行本
- 鳩とクラウジウスの原理（2010年4月 角川書店／2016年5月 角川文庫）
- 昼寝の神様（2011年7月 角川書店）
- 恋のエニグマ3号（2012年8月 角川書店）
- 彼女を愛した遺伝子（2015年5月 新潮社／2017年11月 新潮文庫nex）
- 生物学者山田博士の聖域（2015年7月 角川文庫）
- 生物学者山田博士の奇跡（2015年11月 角川文庫）
- 理系研究者の「実験メシ」―科学の力で解決！ 食にまつわる疑問（2021年5月 光文社新書）

### 短編小説
- 海軍猫型潜水艇ネ五〇一 （2011年） 小説すばる 2011年2月号掲載
- アン・スマートな冒険 （2011年） 小説すばる 2011年8月号掲載
- くらげたちの消滅 （2011年） 野性時代 2012年1月号掲載